# Sixtinus Amama
Sixtinus ou Sextinus Amama, né le 13 octobre 1593 à Franeker, où il est mort le 9 novembre 1629, est un théologien et orientaliste réformé néerlandais.
Il a été parmi les premiers à préconiser une connaissance approfondie des langues originales de la Bible comme indispensables aux théologiens.

## Biographie
Amama a intégré, en 1610, l’université de Franeker, où il a étudié les langues orientales sous Drusius. Vers 1613, il voyagea en Angleterre, vint à l’université d'Oxford, recommandé par Drusius à William Langton. Il résida quelque temps dans le collège d’Exeter, chez Arthur Lake (en), où il rencontra Nicholas Fuller (en) et John Prideaux, et enseigna l’hébreu dans l’université. En 1614, il étudia aussi l’arabe à l'université de Leyde, où il fit la connaissance de Thomas van Erpe, un des plus savants orientalistes de ce siècle. De retour dans son pays natal, en 1616, il fut nommé professeur de littérature et de langues orientales à l’université de Franeker, où il devait demeurer jusqu’à sa mort. Par la suite, cependant, il était soupçonné d’arianisme, et a subi une enquête menée par Sibrand Lubbert (en) et Johannes Bogerman, le théologien calviniste président du synode de Dordrecht.
À la mort de van Erpe, en 1625, Amama fut appelé à prendre sa place à Leyde, mais les États de Frise lui refusèrent la permission de quitter Franeker, tout en augmentant ses appointements. Le premier ouvrage d’Amama fut une critique de la version du Pentateuque, dite la Vulgate, imprimée, en 1620, in-4°, à Franeker, sous le titre de Censura Vulgatæ latinæ editionis Pentateuchi. Il projetait un ouvrage plus considérable, dans lequel il se proposait de censurer généralement la Vulgate, déclarée authentique par le concile de Trente, mais il interrompit ce travail, pour conférer la version hollandaise des écritures avec les originaux et les meilleures traductions. Le résultat de ses travaux fut mis sous les yeux du public, dans un livre écrit en hollandais, intitulé: Bybelsche conferencie, Amsterdam, 1623.
Informé que le savant Marin Mersenne avait entrepris la défense de la Vulgate, et écrit une réfutation de la Critique sur les six premiers chapitres de la Genèse, il reprit son premier projet, en 1627, publia une lettre au père Mersenne, et, en 1628, un ouvrage, sous le titre d’Antibarbarus Biblicus, contenant une réplique plus étendue et une critique de la version vulgate des livres historiques de l’Ancien Testament, de Job, des Psaumes, des livres de Salomon, et quelques dissertations détachées. Ce livre fut réimprimé en 1656, augmenté de la critique de la même version des prophéties d’Isaïe et de Jérémie. Amama écrivit aussi une dissertation, sous le titre de : De nomine Telragrammato, publiée à Franeker, en 1620, in-8°. Les travaux d’Amama attirèrent l’attention sur l’étude de la Bible et, depuis ce temps, plusieurs synodes ordonnèrent qu’on ne serait admis dans le clergé, sans au moins quelque connaissance de la Bible en hébreu, et du Nouveau Testament en grec.
Lorsque Amama vint à l’université de Franeker, l’ivrognerie et la débauche y étaient très communes. Lui-même déclare que tous les nouveaux venus étaient enrôlés en grande cérémonie au service de Bacchus et obligés de jurer, par une statue de bois de saint Étienne, qu’ils dépenseraient tout leur argent. Si quelqu’un des étudiants avait plus d’égard au serment qu’il avait prêté au recteur de l’université, qu’à cette initiation bachique, les autres le tourmentaient de telle sorte, qu’il était forcé de quitter l’université. Amama contribua beaucoup à détruire ces détestables abus, qu’il attaqua très énergiquement, dans un discours public, en 1621. Les habitants de la Frise avaient tant d’attachement pour lui, qu’après sa mort, ils se montrèrent très généreux envers ses enfants, ainsi que le reconnait l’un d’eux, Nicolas Amama, dans l’épitre dédicatoire d’un ouvrage qu’il publia, en 1651, in-8°, sous le titre de Dissertationum marinarum Decas.

## Publications
- Dissertatio, qua ostenditur præcipuos Papismi errores ex ignorantia Hebraismis ortum sumsisse, Franeker 1618.
- Censura vulgatæ versionis quinque librorum Mosis, 1620.
- Bybelsche conferentie, in welke de Nederl. overzetting beproeft wordt, Amsterdam 1623.
- Biblia in ’t Nederduitsch, Amsterdam 1625.
- Antibarbarus biblicus, 1628.
- Hebreouwsch Woordenboek, 1628.